# Toyofumi Sakano
Toyofumi Sakano (阪野 豊史 Sakano Toyofumi?), född 4 juni 1990 i Saitama prefektur, är en japansk fotbollsspelare.
Sakano började sin karriär 2013 i Urawa Reds. Efter Urawa Reds spelade han för Tochigi SC, Ehime FC, Montedio Yamagata och Matsumoto Yamaga FC.